# Linbridge
Linbridge var en civil parish 1866–1955 när det uppgick i Alwinton, i grevskapet Northumberland i England. Civil parish var belägen 14 km från Otterburn och hade 33 invånare år 1951.